# Arouquesa
L'arouquesa est une race bovine portugaise. Ancienne race à multiples usages, elle est devenue purement bouchère.

## Origine
Elle présente des caractères des animaux du rameau blond et de la branche fauve du rameau brun, en particulier avec la race espagnole Asturiana de los Valles. Elle doit son nom à la municipalité d'Arouca dans le district d'Aveiro.
L'arouquesa résulte de l'homogénéisation de trois populations anciennes voisines. Le registre généalogique (herd-book) a été ouvert en 1982 mais n'a pas enrayé la baisse de sa population: 15 600 en 1986 et 4 800 en 2004. La qualité des mères couplée à la génétique de taureaux de races bouchères sélectionnées a fait diminuer les effectifs par absorption.
Les effectifs sont remontés pour atteindre 10 000 animaux en 2013, grâce à un effort d'élevage en race pure et à la disponibilité de taureaux en insémination artificielle. 

## Morphologie

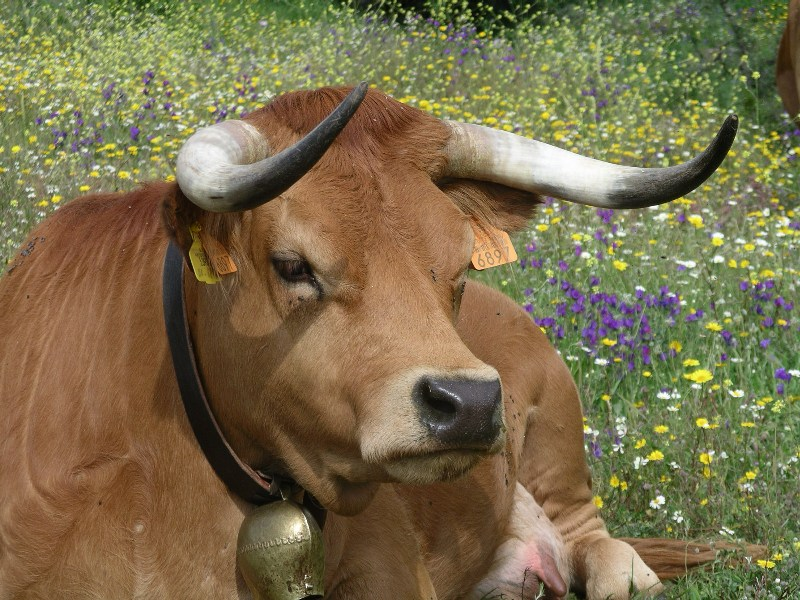
Vache Arouquesa au pâturage.

Elle porte une robe froment à rouge et aux muqueuses sombres. Les cornes sont épaisses et claires à pointe sombre, en forme de croissant tourné vers l'avant. C'est une race de taille modeste, 120-130 cm au garrot pour un poids de 350 kg pour la vache à 600 kg pour le taureau.

## Aptitudes
Autrefois race à triple fonction, lait, viande et travail, elle a été reconvertie en race allaitante avec la fin de la traction animale et l'arrivée de races laitières plus efficaces. L'élevage en plaine plus fertile s'est reconverti avec des races plus intensives  Cette race « menue » a vu son aire se contracter sur les terrains les plus difficiles et les moins fertiles. C'est grâce à sa rusticité, son aptitude à la marche  et sa faculté d'adaptation que cette race perdure, nettoyant les pentes boisées d'une zone pauvre sur sous-sol granitique. 
Afin de valoriser leurs produits, une association de producteurs en race pure s'est constituée pour commercialiser le fromage et la viande issue de cette race.

## Sources